# Обатоклакс
Обатоклакс — экспериментальный препарат для лечения различных видов злокачественных опухолей. Он был открыт фирмой Gemin X, которая затем была приобретена фирмой Cephalon. В настоящее время Обатоклакс находится в II фазе клинических испытаний для лечения лейкозов, лимфомы, миелофиброза и мастоцитоза.

## Механизм действия
Обатоклакс является ингибитором семейства анти-апоптотических белков BCL-2. За счёт ингибирования активности BCL-2 обатоклакс индуцирует апоптоз в злокачественных клетках, тем самым тормозя или предотвращая рост злокачественной опухоли.